# Loma Mar (Kalifornija)
Loma Mar je naseljeno područje za statističke svrhe u američkoj saveznoj državi Kalifornija. Prema popisu stanovništva iz 2010. u njemu je živjelo 113 stanovnika.